# 倫敦地牢
倫敦地牢 (英語：London Dungeon) 是伦敦一处旅游景点。以類似主題公園的做法，用人偶呈現英國与歐洲的血腥歷史，並以音響、照明等重現逼真的臨場感。參觀內部時，以區域為主題，會有專員穿著古裝為參觀者解說，也會邀請參觀者一起進入當時的活動，可以看到拷打的現場、處置巫婆、黑死病、轟動一時殺人狂的開膛手傑克、當時倫敦大火的情形、令人起雞皮疙瘩的展示等等。

## 历史
1974年开馆，最初设计成一个恐佈历史的博物馆，但逐渐成为一处演员为主导，观众互动参与的体验场馆。伦敦地牢目前是默林娱乐集团所属，2013年搬迁至伦敦眼附近的伦敦郡会堂内部。

## 画廊

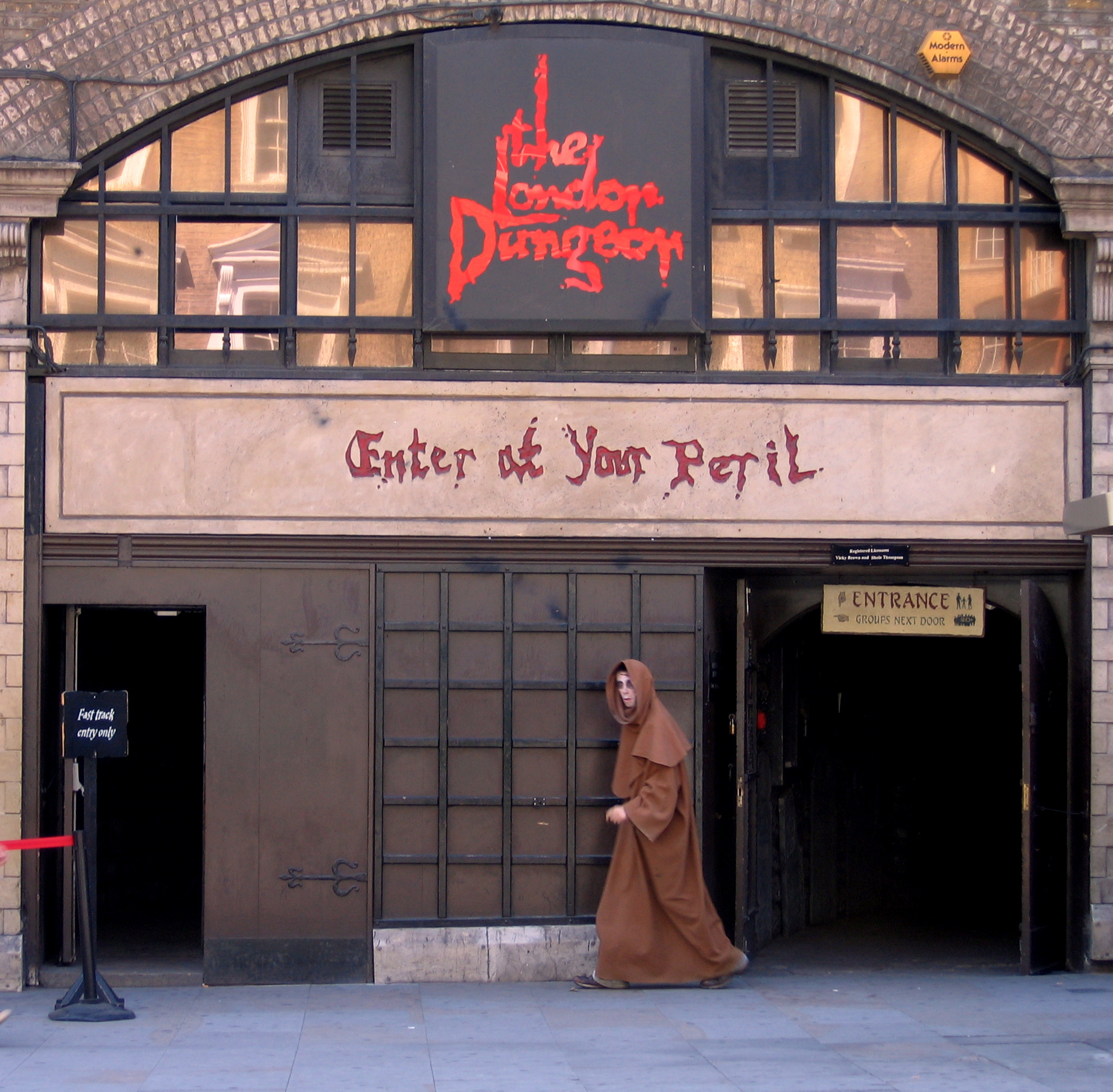
伦敦地牢入口

## 相关景点
默林娱乐集团在欧洲共有八处以地牢为主题结合所在城市特色的旅游景点，除了伦敦地牢之外，还有阿姆斯特丹地牢、柏林地牢、布莱克浦尔塔地牢、华威城堡地牢、爱丁堡地牢、汉堡地牢和约克地牢。